# Kreisgericht Crossen
Das Kreisgericht Crossen war ein preußisches Kreisgericht in der damaligen Provinz Brandenburg mit Sitz in der Stadt Crossen.

## Geschichte
In Bezirk des Kreisgerichts Crossen bestanden bis 1849 das königliche Land- und Stadtgericht Crossen sowie viele Patrimonialgerichte.
1849 wurden in Preußen einheitlich Kreisgerichte geschaffen. Hierbei wurde die Patrimonialgerichtsbarkeit abgeschafft und die Patrimonialgerichte wurden aufgehoben. Auch die eingangs genannten Gerichte wurden aufgehoben und es entstand das Königliche Kreisgericht Crossen im Sprengel des Appellationsgerichts Frankfurt a. d. Oder. Es war für den größten Teil des Kreises Crossen zuständig.
Zuständiges Schwurgericht war das Kreisgericht Sorau. Am Gericht waren 1870 ein Direktor und sechs Kreisrichter eingesetzt. 1870 betrug die Zahl der Gerichtseingesessenen 45.384. Gerichtstage wurden in Bobersberg gehalten.
Im Rahmen der Reichsjustizgesetze wurde das Gerichtswesen in Deutschland 1879 vereinheitlicht. Damit wurde das Kreisgericht Crossen aufgehoben und das königlich preußische Amtsgericht Crossen mit Wirkung zum 1. Oktober 1879 als eines von zehn Amtsgerichten im Bezirk des Landgerichtes Guben als Nachfolger gebildet.